# Qisas al-anbiyāʾ

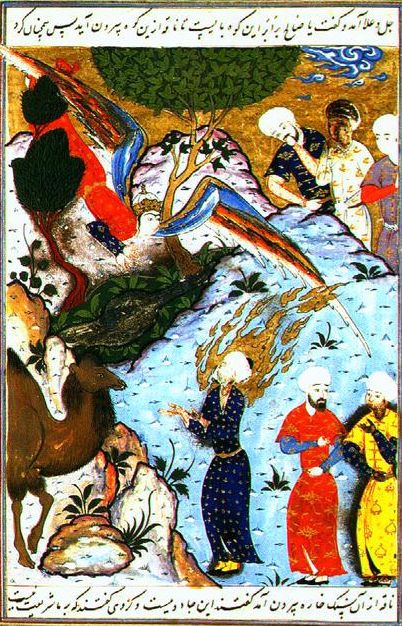
Seite aus einem illustrierten Manuskript des persischen Qisas-al-Anbiya-Werkes von Neysāburi, das im Topkapi-Museum aufbewahrt wird. Dargestellt sind der arabische Prophet Salih und seine Kamelstute.

Qisas al-anbiyā'  (arabisch قصص الأنبياء, DMG qiṣaṣ al-anbiyāʾ ‚Prophetenerzählungen‘) ist eine Gattung von Büchern in arabischer, persischer und türkischer Sprache, in denen aus islamischer Perspektive Geschichten über die vorislamischen Propheten dargeboten werden. Das Material ist üblicherweise in chronologischer Reihenfolge angeordnet, so dass sich, von der Erschaffung der Welt bis zum Auftreten des Propheten Mohammed reichend, das Bild einer geschlossenen islamischen Vorzeit ergibt. Inhaltliche Überschneidungen ergeben sich mit islamischen Weltchroniken, in denen das gleiche Material üblicherweise in den Einleitungsteilen zur vorislamischen Zeit zu finden ist, sowie mit traditionellen Korankommentaren, die auf diese Erzählungen bei der Behandlung der narrativen Passagen des Korans zurückgreifen.

## Arabische Qisas-al-Anbiyā'-Werke
Das erste Werk dieser Gattung ist das Buch über den „Beginn der Schöpfung und die Prophetenerzählungen“ (Badʾ al-chalq wa-qiṣaṣ al-anbiyāʾ) des ägyptischen Gelehrten Abū Rifāʿa ʿUmāra ibn Wathīma al-Fārisī (gest. 902), von dem allerdings nur eine einzige Handschrift erhalten ist, die lediglich den zweiten Teil des Werks enthält. Diese Handschrift wird in der Vatikanischen Bibliothek aufbewahrt und ist 1978 von R. G. Khoury ediert worden. Der Autor stammt aus einer persischen Familie, die nach Ägypten eingewandert war und hat in seinem Werk Material zusammengestellt, das sein Vater Wathīma, der selbst Autor eines Werkes über die Ridda-Kriege war, aus verschiedenen Quellen gesammelt hatte. Die einzelnen Erzählungen werden jeweils mit Überlieferungsketten eingeleitet, die darauf hinweisen, dass ein nicht geringer Anteil des Materials auf den südarabischen Erzähler Wahb ibn Munabbih (gest. 732) zurückgeht. Der handschriftlich erhaltene Text beginnt mit der Geschichte über al-Chidr und endet mit dem Propheten Mohammed.
Das zweite arabische Qisas-al-Anbiya-Werk stammt aus der Feder des in Nischapur wirkenden Koranexegeten Abū Isḥāq Aḥmad ath-Thaʿlabī (gest. 1036). Im Gegensatz zu al-Fārisīs Werk hat dieses Buch im Orient große Popularität erlangt und ist schon früh gedruckt worden. Wichtig ist, dass der Autor in seinem Werk nicht nur Propheten behandelt, sondern auch solche Personen der vorislamischen Zeit, die sich durch Frömmigkeit und Glaubenstreue ausgezeichnet haben. Deshalb gibt Heribert Busse den Ausdruck Qisas al-Anbiya im Titel des Werks in seiner deutschen Übersetzung mit „Erzählungen von den Propheten und Gottesfreunden“ wieder. Im Arabischen hat das Buch außerdem den Schmucktitel ʿArāʾis al-madschālis („Die schönsten Lehrsitzungen“), der darauf Bezug nimmt, dass das Buch in 30 mit „Lehrsitzung“ (madschlis) betitelte Kapitel eingeteilt ist. Diese Kapitel sind wiederum in Abschnitte, meist bāb genannt, unterteilt. Das Buch beginnt mit der Schöpfungsgeschichte und behandelt dann nacheinander Sündenfall, Sintflut, Erzväter, den Auszug aus Ägypten, die Israeliten im Heiligen Land, Johannes den Täufer und Jesus und schließlich verschiedene frühchristliche Legenden wie die von den Siebenschläfern und dem Heiligen Georg. Wie bei al-Fārisī werden auch hier die einzelnen Erzählungen mit Überliefererketten eingeleitet.
Später verfassten der andalusische Gelehrte Ibn Mutarrif at-Tarafī (gest. 1062) und ein gewisser al-Kisā'ī (um 1200) bekannte arabische Qisas-al-anbiyā'-Werke. Auch die schiitische Tradition kennt eigene Qisas-al-anbiyā'-Werke.

## Persische und türkische Qisas-al-Anbiyā'-Werke
Als das älteste erhaltene Werk der Gattung auf Persisch gilt dasjenige von Abū Isḥāq Ibn Chalaf Neysāburi, das aus dem 11. Jahrhundert stammt. Sein Text wurde 1961 von Habib Yaghmai aufgrund von zwei Handschriften ediert. Das Werk ist auch häufig illustriert worden (siehe die Abbildung); Rachel Milstein, Karin Rührdanz und Barbara Schmitz haben 1999 in einer gemeinsamen Veröffentlichung eine Anzahl von illustrierten Neysāburi-Manuskripten vorgestellt. Der Inhalt des Werks weist große Ähnlichkeiten mit der im 10. Jahrhundert von Bal'ami angefertigten persischen Bearbeitung von aṭ-Ṭabarī's Weltchronik auf. Die einzelnen Erzählungen dienen vor allem der Predigt und Erbauung und werden, anders als bei den meisten arabischen Qisas-al-Anbiya-Werken, nicht mit Überliefererketten eingeleitet. Allerdings nennt der Autor in der Einleitung seines Werkes eine Anzahl von Lehrautoritäten, die ihn nach Art eines Isnāds mit dem bekannten Prophetengefährten und Traditionarier ʿAbdallāh ibn ʿAbbās verbinden.
Im 14. Jahrhundert verfasste ein gewisser Nāṣir ad-Dīn Rabghūzī, über den nicht viel mehr bekannt ist, als dass er in Zentralasien als Richter tätig war und gute Beziehungen zur dort herrschenden Schicht der Mongolen hatte, ein Qisas-al-Anbiya-Werk in mitteltürkischer Sprache. Dieses stellt weitgehend eine Übersetzung des persischen Werkes von Neysāburi dar.

## Belege
1. ↑  Vgl. die Edition seines Werks von Isaac Eisenberg. Brill, Leiden, 1922. Digitalisat